# Bispo João Batista
João Batista Ramos da Silva (Rio de Janeiro, 24 de junho de 1943) é um economista, servidor público e político brasileiro filiado ao Republicanos (REPU). Foi deputado federal por São Paulo entre 2003 e 2007. Atua como bispo na Igreja Universal do Reino de Deus (IURD).

## Biografia

### Primeiros anos e formação acadêmica
João Batista nasceu no Rio de Janeiro, no estado do Rio de Janeiro, no ano de 1943. Formou-se no curso de Economia oferecido pela Fundação Getulio Vargas (FGV) no ano de 1970. No ano de 1972, formou-se em pós-graduação pela mesma instituição em aperfeiçoamento financeiro.

### Atuação profissional
Foi servidor público por mais de vinte anos, atuando como técnico em Contabilidade no Instituto Nacional de Colonização e Reforma Agrária (INCRA), autarquia federal vinculada. Retornou ao Rio de Janeiro para trabalhar na Empresa Brasileira de Telecomunicações (Embratel) como chefe das áreas de Orçamento, Custos e Produtividade. No ano de 1992, assumiu a presidência da TV Record.

### Política
Entrou para política no ano de 2002. Sendo filiado ao Partido da Frente Liberal (PFL), candidatou-se ao cargo de Deputado federal pelo estado de São Paulo. Com o nome de Bispo João Batista foi eleito após receber 121.254 votos.
Em 2012, filiado ao Partido Trabalhista Brasileiro (PTB) candidatou-se ao cargo de vereador em São Bernardo do Campo, quando foi eleito pós receber 4.413 votos. Após deixar o PTB e mudar-se para o Partido Republicano Brasileiro (PRB), foi reeleito para o cargo de vereador de São Bernardo após angariar 4.766 votos. Foi eleito pela terceira vez para o cargo após receber 4.679 votos.

#### Desempenho eleitoral
| Ano  | Cargo                             | Partido | Votos   | Resultado | Ref.   |
| ---- | --------------------------------- | ------- | ------- | --------- | ------ |
| 2002 | Deputado federal por São Paulo    | PFL     | 121.254 | Eleito    | [ 9 ]  |
| 2012 | Vereador de São Bernardo do Campo | PTB     | 4.413   | Eleito    | [ 13 ] |
| 2016 | Vereador de São Bernardo do Campo | REPU    | 4.766   | Eleito    | [ 14 ] |
| 2020 | Vereador de São Bernardo do Campo | REPU    | 4.679   | Eleito    | [ 12 ] |

## Controvérsias

### Mala e expulsão do PFL
Já como deputado, em 2005, foi encontrado no hangar da TAM em Brasília, onde a Polícia Federal (PF), o apreendeu com uma mala de com dez milhões de reais em uma mala em dinheiro vivo. O volume de dinheiro era tão grande que foram requisitadas do Banco do Brasil cinco máquinas para contagem de cédulas. Batista alegou que o dinheiro na mala representava o dízimo de fiéis da Igreja Universal do Reino de Deus (IURD), da qual João Batista é bispo. Batista defendeu-se das acusações de improbidade durante culto em Del Castilho, na Zona Norte do Rio de Janeiro, onde reafirmou que o dinheiro da mala era oriundo de dízimo.
Após o episódio, Batista foi expulso pelo conselho de ética do PFL em decisão unânime.